# Josef Danhauser

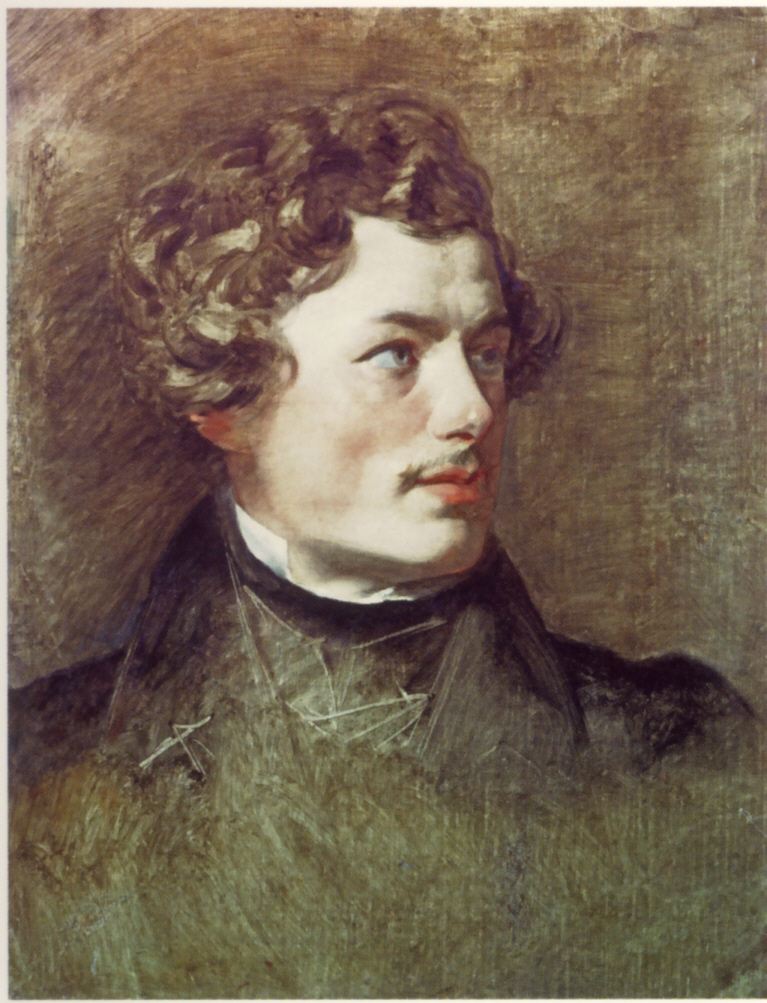
Josef Danhauser, målad av Friedrich von Amerling.

Josef Danhauser, född 19 augusti 1805, död 4 maj 1845, var en österrikisk konstnär.
Danhauser var främst genremålare i samtidens Wien, ofta med "sedesbilder" såsom Testamentet öppnas.